# Melissodes tintinnans
Melissodes tintinnans är en biart som först beskrevs av Holmberg 1884.  Melissodes tintinnans ingår i släktet Melissodes och familjen långtungebin. Inga underarter finns listade i Catalogue of Life.